# Plebiscyt Przeglądu Sportowego 1972
38. Plebiscyt Przeglądu Sportowego na najlepszego sportowca Polski zorganizowano w 1972 roku.

## Wyniki
1. Witold Woyda - szermierka (1 034 264 pkt.)
2. Władysław Komar - lekkoatletyka (937 480)
3. Wojciech Fortuna - narciarstwo (855 899)
4. Jan Szczepański - boks (706 261)
5. Józef Zapędzki - strzelectwo (603 686)
6. Kazimierz Deyna - piłka nożna (545 100)
7. Zygmunt Smalcerz - podnoszenie ciężarów (533 766)
8. Jan Wróblewski - szybownictwo (235 704)
9. Irena Szydłowska - łucznictwo (155 940)
10. Antoni Zajkowski - judo (110 940)